# Cordone speronato
Il cordone speronato è una forma di allevamento della vite a potatura corta, cioè adatta a viti che fruttificano su gemme poste alla base dei tralci e quindi è sconsigliato per le piante con scarsa fertilità.

## Descrizione
L’allevamento realizzato con questo impianto è costituito da un cordone orizzontale posto a 90-100 cm dal terreno, sul quale vengono lasciati gli speroni corti a due-tre gemme. 
Una delle caratteristiche da non trascurare in questo tipo di allevamento è la densità dell’impianto, cioè il numero di filari e la distanza tra l’uno e l'altro. Per beneficiare dei vantaggi del cordone speronato si devono rispettare alcuni parametri di distanza tra un filare e l’altro, ma non solo, anche la distanza del cordone dalla fila è fondamentale. Quest’ultima influenza la qualità dell’uva, mentre la distanza tra le file, se è realizzata in modo da evitare le zone d’ombra, permette di influenzare la produzione. La densità dell’impianto, a sua volta, è influenzata anche da altri fattori come le caratteristiche chimico fisiche del terreno, la varietà della vite, il clima, l’obiettivo di produzione. Per cui scegliere delle distanze rispetto ad altre sarà legato in parte al sistema di allevamento, in questo caso cordone speronato, ed in parte ai parametri geofisici che non sono tecnicamente controllabili. Se si utilizza il cordone speronato, le distanze di oltre un metro sulla fila non vanno bene, meglio scegliere distanze comprese tra 70 e 100 cm. Anche per le distanze tra le file bisogna rispettare determinate “misure”: superare i due metri e mezzo potrebbe, infatti, compromettere la qualità della produzione. 
Anche l’orientamento dei filari è importante per un proficuo esito del sistema di allevamento.  I filari vanno disposti in modo da favorire la maggiore intercettazione di energia solare. La disposizione varia in base all'area geografica. Nel Nord e nel Centro è consigliabile la disposizione Est–Ovest.  
Il cordone speronato per le sue caratteristiche peculiari permette di: 
- ottenere un impianto a fittezza regolare,
- garantire un buon equilibrio della produzione, una buona esposizione delle foglie e la possibilità di meccanizzare la potatura verde e la vendemmia.

Tra le altre caratteristiche del cordone speronato, c'è anche la possibilità di eliminare la legatura della vite dopo la vendemmia. La legatura è costituita dall'insieme dei lacci (di origine vegetale, sintetica o metallica) che legano la vite ai sostegni.